# Nikołajewskoje (Kraj Zabajkalski)
Nikołajewskoje (ros. Николаевское) – wieś w Rosji, w Kraju Zabajkalskim, w rejonie ulotowskim. W 2021 liczyła 1138 mieszkańców.